# Josef Beneš (Philosoph)
Josef Beneš (* 27. Dezember 1901 in Hronov; † 20. April 1970 in Prag) war ein tschechischer Philosoph.

## Leben
1920 bis 1927 studierte Beneš Philosophie und Naturwissenschaften bei Jan Blahoslav Kozák an der Karls-Universität in Prag, danach 1930 bis 1932 an der Columbia University und Yale University in den USA und von 1932 bis 1934 an der Sorbonne. 1938 habilitierte er an der Karls-Universität, hielt zunächst Vorlesungen als Privatdozent und seit 1957 als Professor.

## Lehre
In der Zwischenkriegszeit befasste sich Beneš mit dem Studium der rationellen Philosophie von René Descartes, Baruch Spinoza, Gottfried Wilhelm Leibniz, Immanuel Kant bis zu Bertrand Russell, Alfred North Whitehead und Edmund Husserl. Er hielt den Rationalismus für den aktiven, schöpferischen und richtungsweisenden Weg. Rationalistische Philosophie, so seine Ansicht, verfolgt den ganzheitlichen Gedanken, fügt individuelle Ansichten zusammen und vereinigt sie schließlich zu einem folgerichtigen, logischen Bild der Wirklichkeit. Nach dem Februar 1948 lehrte er die marxistische Philosophie.

### Sachbücher
- Tvořivá inteligence v theorii. 1933
- Descartesova metoda ve vědách a ve filosofii. 1936
- Purkyňův odkaz ve vědě a filosofii. 1957

### Sammelwerke
- Sborníky. Anthologie, 1963

### Zeitschriftenbeiträge
- O významu filosofie Bergsonovy. I–III, 1930
- Význam Descartových predikací pro jeho metodu. 1937
- Purkyňova fysiologie a dialektika. 1957

| Personendaten    | Personendaten                              |
| ---------------- | ------------------------------------------ |
| NAME             | Beneš, Josef                               |
| KURZBESCHREIBUNG | tschechischer Philosoph                    |
| GEBURTSDATUM     | 27. Dezember 1901                          |
| GEBURTSORT       | Hronov, Kronland Böhmen, Österreich-Ungarn |
| STERBEDATUM      | 20. April 1970                             |
| STERBEORT        | Prag, ČSSR                                 |